# 2008年世界房車錦標賽澳門站
2008年世界房車錦標賽澳門站是2008年度世界房車錦標賽的第十二站賽事，正式比賽在2008年11月16日於澳門東望洋賽道上舉行。這是歷來第四次在澳門舉行賽事。第一回合由雪佛蘭車隊的文奴勝出，第二回合由雪佛蘭車隊的荷夫勝出。